# Tram met jacobsdraaistel

Een tram met twee jacobsdraaistellen

Een tram met jacobsdraaistel is een type tramvoertuig. In de kortste uitvoering bestaat het uit twee wagenbakken op drie draaistellen. De beide bakken hebben aan één uiteinde een draaistel en delen een jacobsdraaistel aan het andere uiteinde. Dit is het draaistel dat de geleding ondersteunt. Hierdoor kunnen de beide (of bij langere trams: meerdere) wagenbakken geheel onafhankelijk scharnieren waardoor de ene bak geen hinder ondervindt van de bewegingen van de andere bak.

## Geschiedenis

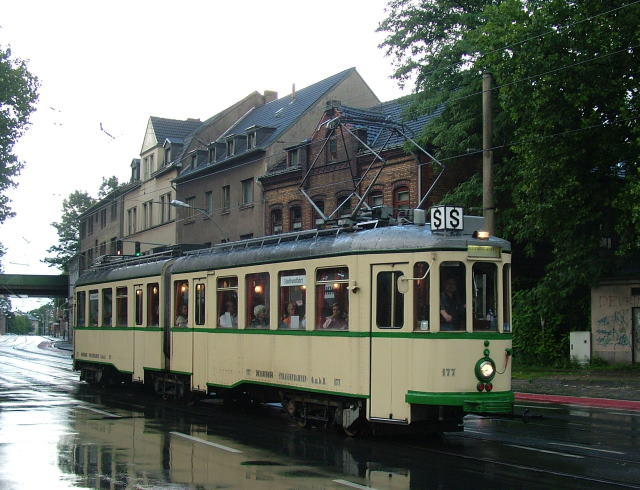
De eerste nieuwgebouwde tram met Jacobsdraaistel voor de tram van Duisburg

Al in de jaren twintig werden in de Verenigde Staten vierasser samengevoegd tot zesassers met een jacobsdraaistel, bijvoorbeeld de tram 4000 uit Chicago. Tot aan de bouw van de Boeing LRV kwamen trams met een jacobsdraaistel in de Verenigde Staten slechts sporadisch voor.

### Europa
De primeur voor Europa had Duisburg in 1926 waarbij er twee in dienst werden gesteld. De NZH volgde in 1932 met tien stuks (serie A600) voor de lijn Haarlem—Leiden. Het materieel was geleed uitgevoerd omdat de gemeente Haarlem geen trams met bijwagens toestond. Bij de beide voorgaande tramtypes bleef de geleding zelf problematisch, totdat ir. Urbinatti (directeur van trambedrijf STEFER in Rome) een oplossing ontwikkelde. Ter plaatste van de geleding werd een rechtopstaande gedeelde cilinder geplaatst die in bochten wordt aangestuurd door stangen. Hierbij ontstaat over de hele lengte van de tram —ook bij de geleding— een brede doorgang. In 1939 werden proefwagens 401 en 402 afgeleverd en omdat ze goed bevielen volgde een serie van tien stuks, plus in 1953 een iets gewijzigde vervolgserie (501-508). Voor het stadstrambedrijf ATAC werden vanaf 1947 een serie van 50 vergelijkbare zesassers geproduceerd. Veel andere Italiaanse steden met trams volgden ook.

## Constructie
De zesassers met een jacobsdraaistel werden uitgebreid tot achtassers met twee jacobsdraaistellen. Düsseldorf als eerste in 1957, vervolgens in 1958 in Amsterdam. In de jaren zestig werden zelfs vier twaalfassers gebouwd. Later hebben in Linz en Duisburg ook tienassers gereden.

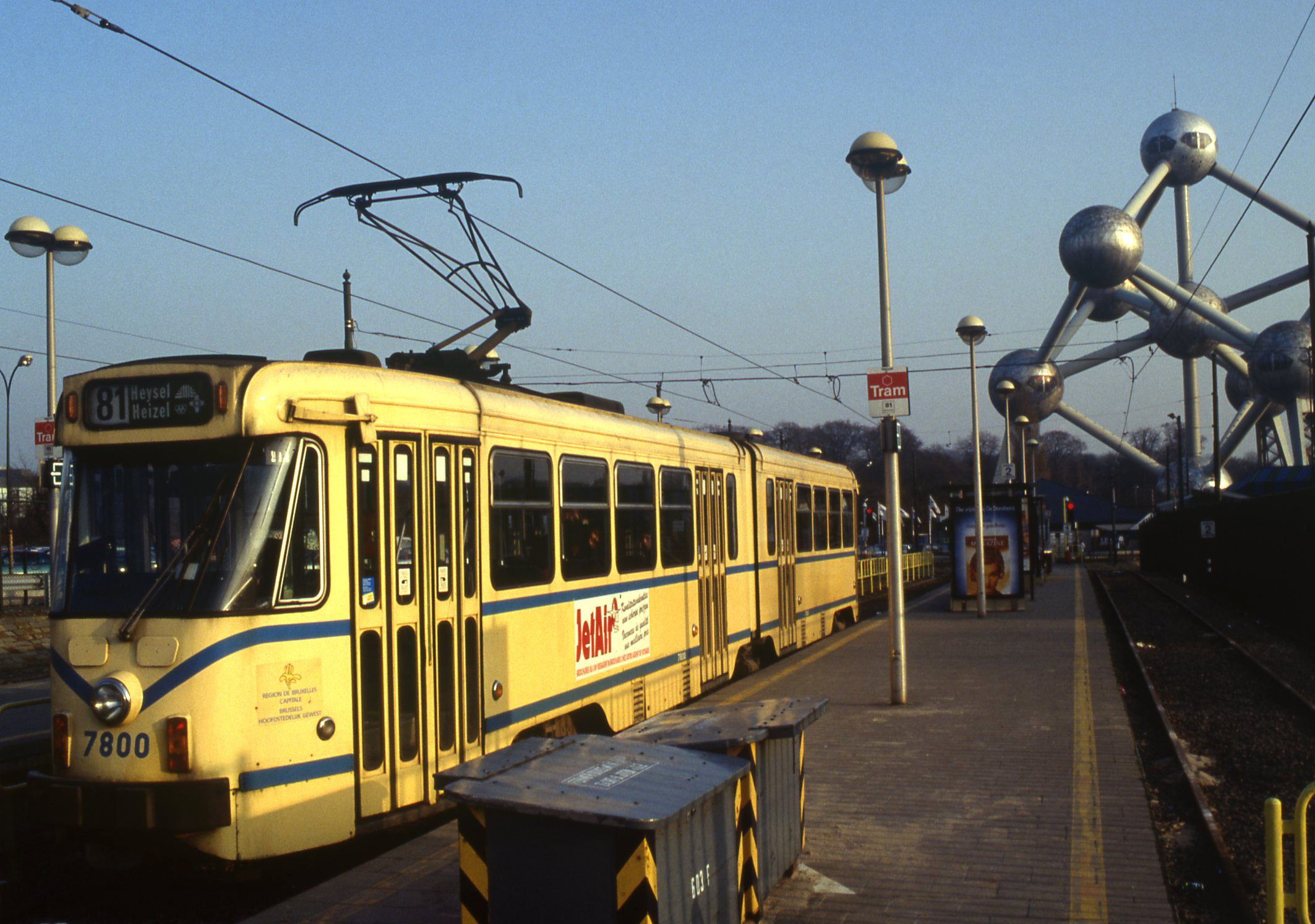
PCC met alle zes de assen aangedreven

### Aandrijving
Bij alle voornoemde varianten hebben alleen het voorste en het laatste draaistel aandrijving. Uitzondering waren de eerste gelede zesassers in Rotterdam: deze hadden de aandrijving in het voorste en het jacobsdraaistel. Dit kon toen alleen door bij de constructie van Urbinatti de stangen achterwege te laten; hierdoor waren de rijeigenschappen minder. Met slechts vier aangedreven assen bleven in Brussel gelede trams op draaistellen lange tijd onbruikbaar. Dit omdat door de steile hellingen in het tramnet, trams alleen sterk genoeg zijn als alle wielen zijn aangedreven. Pas na veel experimenteren kon een dergelijke zesasser geproduceerd worden.

### Lagevloertrams
Doordat een jacobsdraaistel ingewikkeld, duur en vooral omdat deze veel ruimte inneemt, was het tot 2009 niet mogelijk om lagevloertrams hier mee uit te rusten. De Škoda ForCity Alfa combineert de goede rijeigenschappen van jacobsdraaistellen met de integrale toegankelijkheid van lagevloertrams.

## Galerij

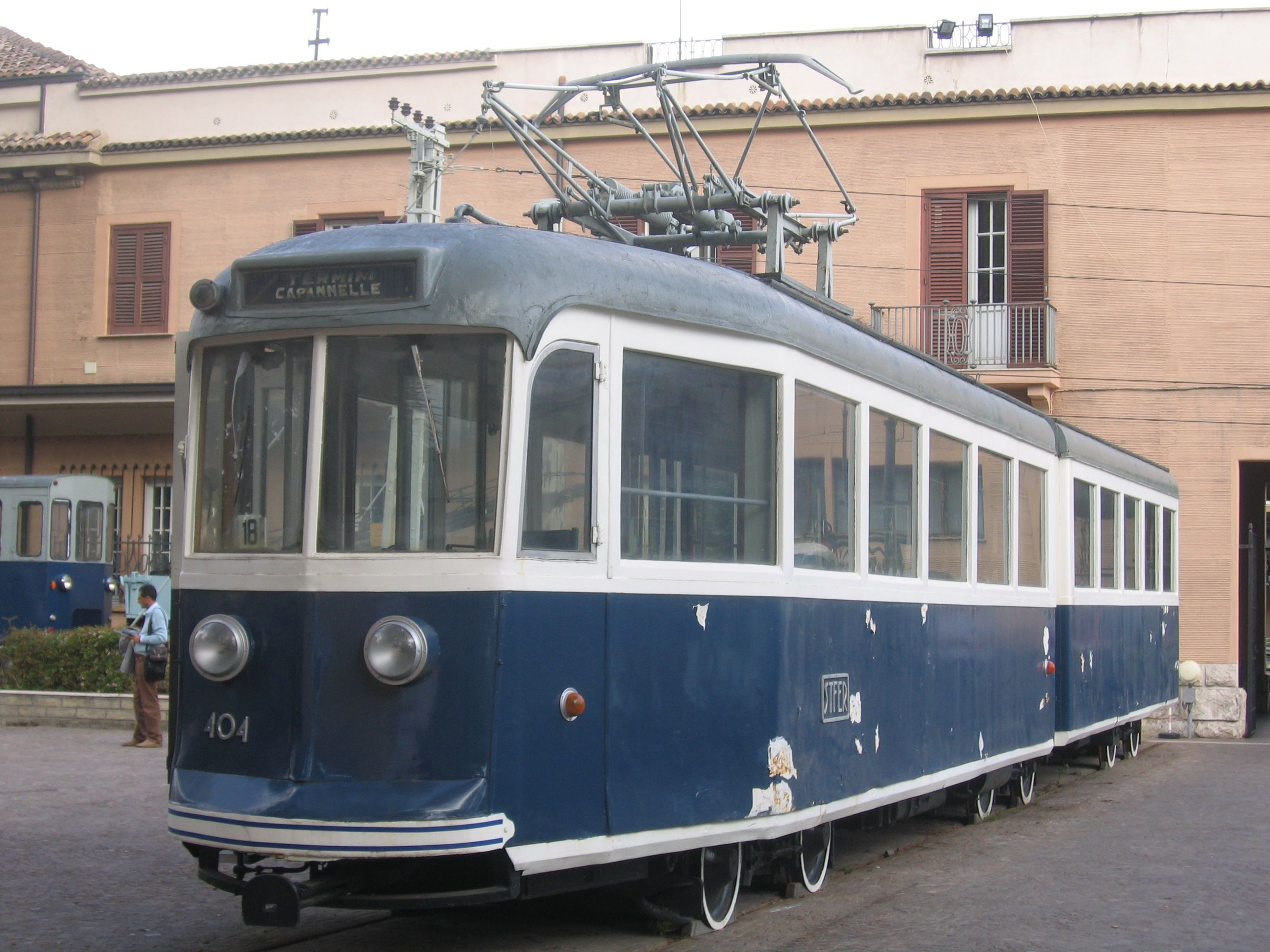
Tram van het type Urbinatti in Rome
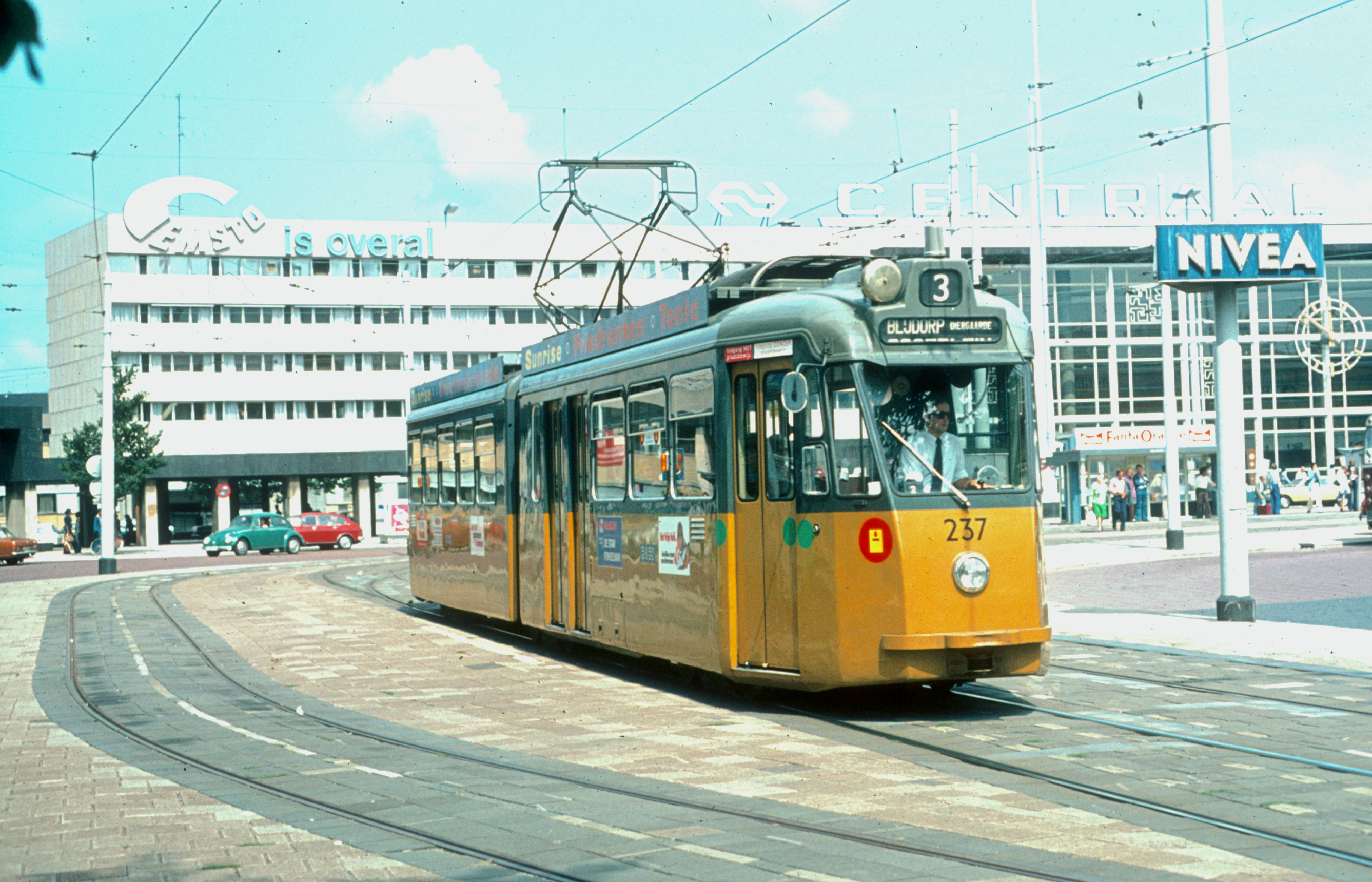
Tram met zes assen in Rotterdam
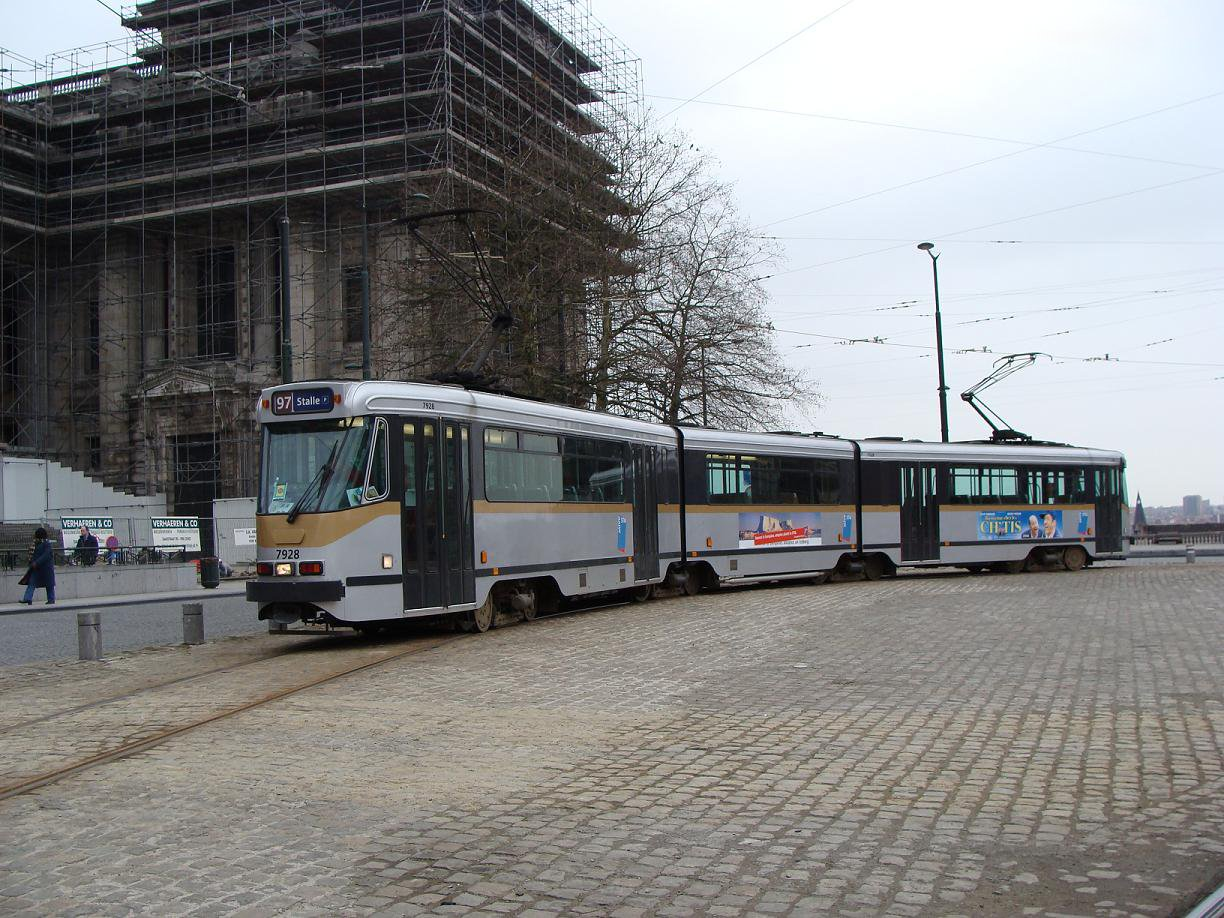
Tram met acht assen in Brussel
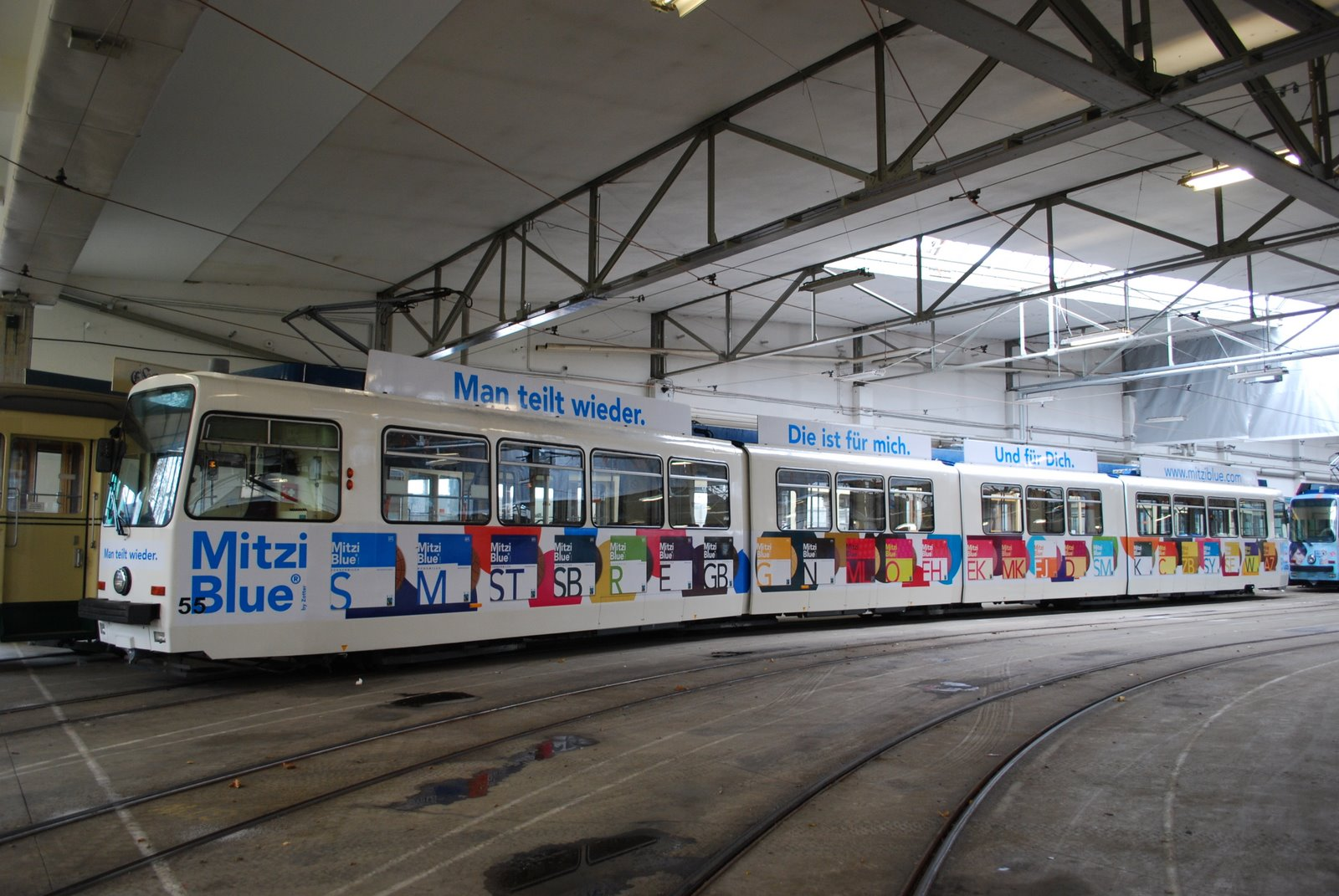
Tram met tien assen in Linz
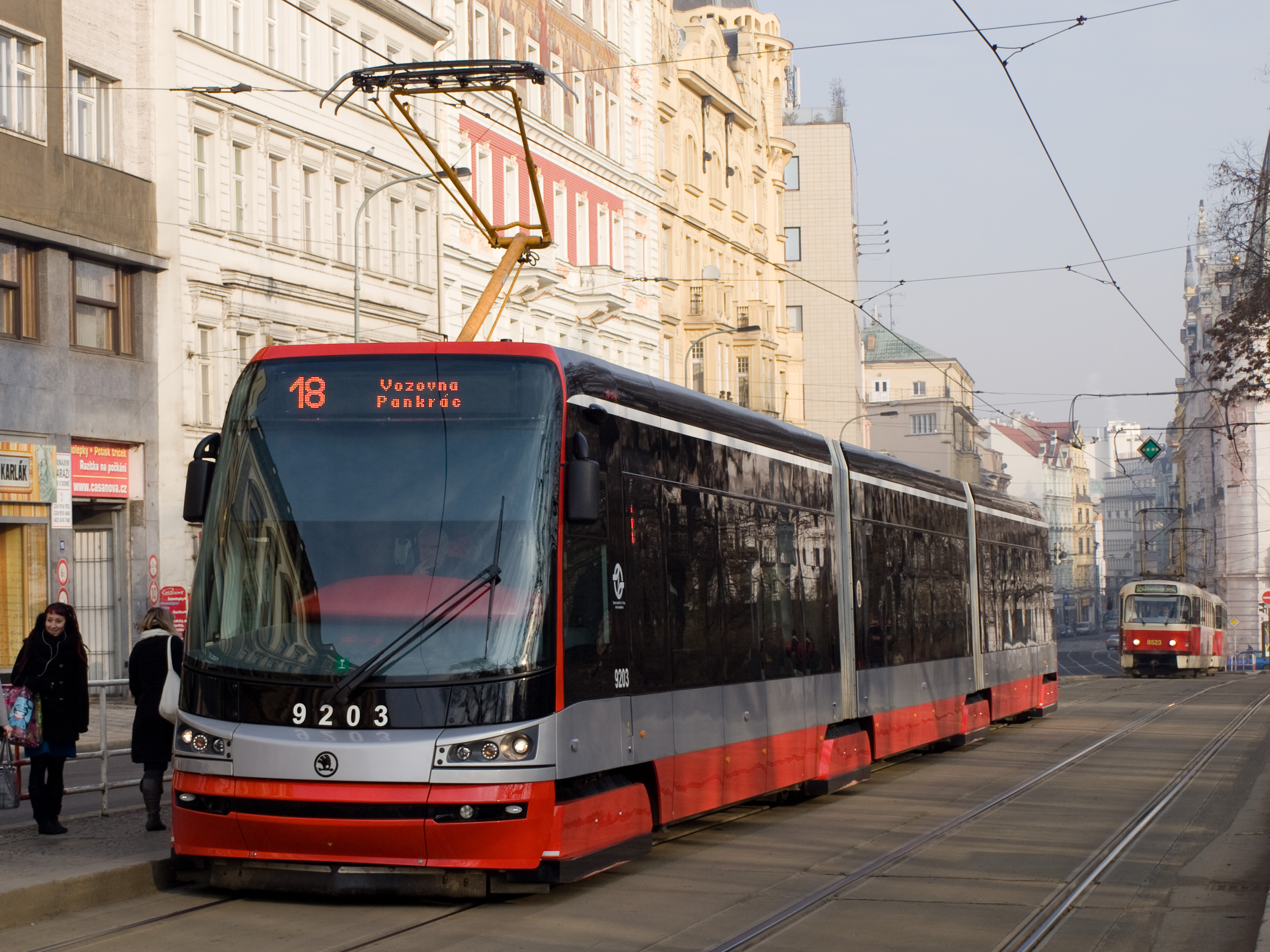
Een lagevloertram met jacobsdraaistellen in Praag